# John Graham Haggart
Pour les articles homonymes, voir Haggart.
John Graham Haggart, né le 14 novembre 1836 et mort le 13 mars 1913 à Ottawa, est un homme politique canadien.

## Biographie
Député à la Chambre des communes du Canada entre 1872 et 1913 — une durée seulement dépassée par Wilfrid Laurier —, il a également servi comme Postmaster General du Canada (en) et comme Ministre des chemins de fer et des canaux (en).
Il a été membre du Conseil privé de la Reine pour le Canada.